# Danziger Privat-Actien-Bank

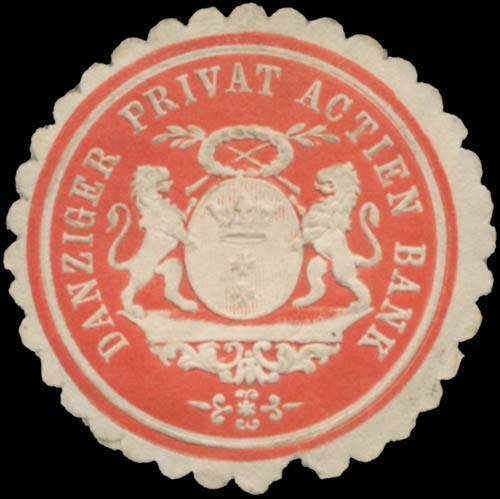
Znaczek aprobaty Danziger Privat-Actien-Bank

Danziger Privat-Actien-Bank (Gdański Prywatny Bank Akcyjny) – prywatny bank działający w Gdańsku w latach 1856-1940.

## Historia
Został powołany w 1856 za zgodą władz pruskich, które nadały mu przywileje banku emisyjnego. Przywilej ten, cofnięto bankowi w 1890 po powstaniu Reichsbanku.
W początkowym okresie współudziałowcem banku był kupiec i armator gdański Gustav Friedrich Focking.
Na przełomie lat 1900-1911 ma miejsce znaczny rozwój ekspansji terytorialnej banku m.in. w Słupsku (1900), Grudziądzu (1904), Koszalinie, Białogardzie, Darłowie, Malborku (1905), Lęborku, Sopocie, Stargardzie, Elblągu, Kwidzynie, Tczewa, Wałczu, Wejherowie, Złocieńcu i na terenie Gdańska, w obecnych jego dzielnicach – Wrzeszczu, Nowym Porcie i naprzeciwko dworca kolejowego Gdańsk Główny.
W 1900 przejęto firmę bankową Ernst Poschmann w Gdańsku (1895-1900), w 1906 Bankhaus H. Westphal w Słupsku, w 1910  Bankhaus Goldschmidt & Kuttner w Poznaniu, który kontynuował działalność na prawach oddziału.
Dyrektorzy banku pełnili też funkcję konsulów - Richard Marx – Danii (1914-1921), Otto Drewitz – Holandii (1927-1938), zaś Ernst Plagemann – Hiszpanii (1915-1921).
W latach 1939 i 1940 otwarto nowe oddziały w Bydgoszczy, Gdyni i Toruniu. Zmieniono też nazwę banku na Ostdeutsche Privatbank AG.
Danziger Privat-Actien-Bank był notowany na giełdach w Berlinie i Gdańsku – Gdańskiej Giełdzie Papierów Wartościowych i Dewiz. Jego udziałowcem było m.in. Berlińskie Towarzystwo Handlowe (Berliner Handels-Gesellschaft).
W 1940 bank połączono z Bank der Deutschen Arbeit AG w Berlinie. Po wojnie jego historia jest kontynuowana przez Bank für Gemeinwirtschaft.

## Spółki zależne
- Danziger Vereinsbank Stein, Laasner & Co

## Siedziba
Siedziba mieściła się przy Langgasse 32-34 (obecnie ul. Długa).